# Humcoven
Humcoven (Limburgs: Humkove) is een buurtschap van Ulestraten met ongeveer 50 inwoners in de gemeente Meerssen. De buurtschap ligt in de buurt van vliegveld Beek/Maastricht Aachen Airport.
De kom van Meerssen is tegenwoordig vastgebouwd aan dit gehucht. Bij deze buurtschap ligt een kleinschalig vakantiepark.
Humcoven ligt in het Watervalderbeekdal en ten noordoosten van de buurtschap mondt de Vliekerwaterlossing uit in de Watervalderbeek. De Watervalderbeek stroomt dan naar zuidelijke richting naar Meerssen en mondt uit in de Geul. Op de helling van de Kruisberg ligt het Kalverbosch.

## Sport
Elk jaar in september is de buurtschap een doorkomstpunt van de Marathon Meerssen die start in Meerssen. Tevens loopt de route van de Amstel Gold Race door Humcoven.
Ook is in 2012 de ploegentijdrit en de wegwedstrijd voor de elite door Humcoven gekomen. En ook loopt er een gedeelte de regionale Klimcriterium.

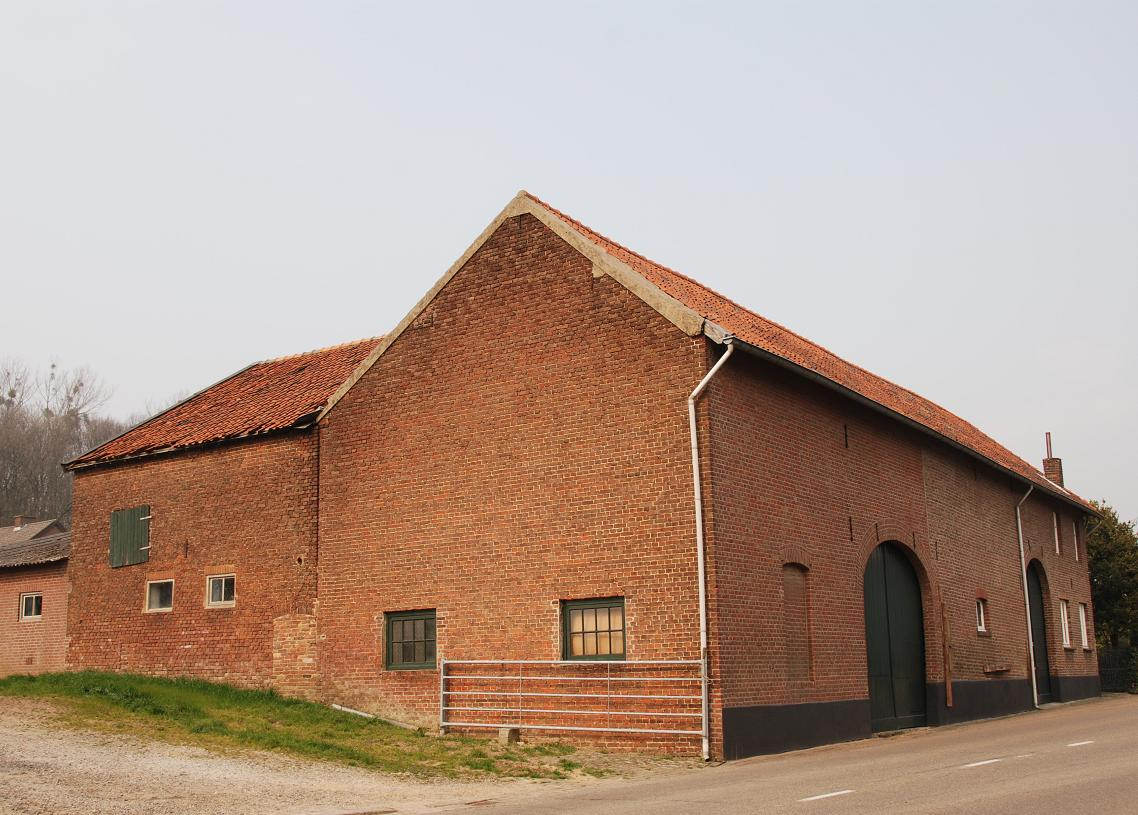
Boerderij in Humcoven

Dorpen: Bunde · Geulle · Geulle aan de Maas · Meerssen · Moorveld · Rothem · Ulestraten

Buurtschappen en gehuchten: Broekhoven · Brommelen · Genzon · Groot Berghem · Hulsen · Humcoven · Hussenberg · Kasen · Klein Berghem · Oostbroek · Raar · Schietecoven · Snijdersberg · Stommeveld · Vliek · Voulwames · Waterval · Weert · Westbroek

Limburg: Steden en dorpen      Nederland: Provincies · Gemeenten